# Girolamo Federici
Girolamo Federici detto "Momi" (Roverchiara, 2 agosto 1926 – Venezia, 11 ottobre 2004) è stato un politico e partigiano italiano.

## La resistenza
Partecipa alla resistenza nel territorio della bassa veronese nei primi anni del liceo grazie alla positiva influenza di alcuni insegnanti antifascisti e per convinta reazione ai soprusi nazifascisti perpetrati nei confronti della popolazione delle sue zone.

## L'università
A Venezia arriva nell'immediato dopoguerra per proseguire gli studi presso la facoltà di lingue di Ca' Foscari e nella città lagunare il suo impegno politico, sociale e educativo continua a svilupparsi, rafforzato dall'incontro con la sua inseparabile compagna, moglie e madre dei suoi figli Lia Finzi. Con Lia e con altri compagni universitari Momi riuscirà per circa un decennio a far vivere e crescere il convitto-scuola “Francesco Biancotto” per orfani di partigiani e di lavoratori, straordinaria esperienza umana e pedagogica che rimarrà per sempre nella memoria di molti. Successivamente continuerà la sua attività didattico-pedagogica nella scuola pubblica, nell'Associazione Pionieri d'Italia, fondata da Gianni Rodari collaborando anche nel Movimento di Cooperazione Educativa.

## Parlamentare
Dalla metà degli anni sessanta il Partito Comunista Italiano lo vuole nei suoi organismi dirigenti: responsabile della cultura, segretario comunale e consigliere in comune a Venezia (1965-1975) e nel decennio successivo prima deputato quindi senatore, fino alla presidenza regionale della Lega delle Cooperative nel Veneto. Sarà proprio del parlamentare Federici l'importantissima “Indagine Conoscitiva sui Porti Italiani”, uno dei lavori cardine per la successiva organizzazione e regolamentazione delle dinamiche economiche, sociali e politiche riguardanti il settore portuale.
Anche l'Associazione Nazionale Partigiani d'Italia lo vedrà alla guida della segreteria provinciale di Venezia condividendone la straordinaria capacità direttiva ed il forte impulso culturale con l'Istituto Veneziano per la storia della Resistenza e della Società contemporanea. 
C'era in Momi e nella sua storia un inestimabile “oltre” che solo lui sapeva dare in particolar modo ai giovani: la possibilità di un dialogo-ascolto ininterrotto, sempre vivo, sempre colmo di un'intelligenza che conosceva in ogni singolo istante il modo di spronare, rimproverare, gratificare, condividere e soprattutto regalare sicurezza e affetto.

## Opere
Negli anni Novanta Momi trae spunto dalla sua intensa attività per la stesura di due importanti volumi: 
- "I ragazzi del collettivo - Il convitto Francesco Biancotto di Venezia 1947-1957 - Una straordinaria avventura pedagogica nell'Italia della ricostruzione" (Marsilio, 1992), scritto a quattro mani con Lia Finzi
- "Portuali a Venezia - Cinquant'anni di storia del porto 1945-1995" (Il Cardo, 1996).